# Большой щетинкопёрный трупиал
Большой щетинкопёрный трупиал (лат. Curaeus curaeus) — вид птиц семейства трупиаловых. Единственный представитель рода щетинкопёрых трупиалов (Curaeus). Выделяют три подвида. Большой щетинкоперный трупиал обитает в Аргентине и Чили. Его естественная среда обитания — умеренные леса, субтропические или тропические высотные кустарниковые степи, и в большой степени деградировавший лес.

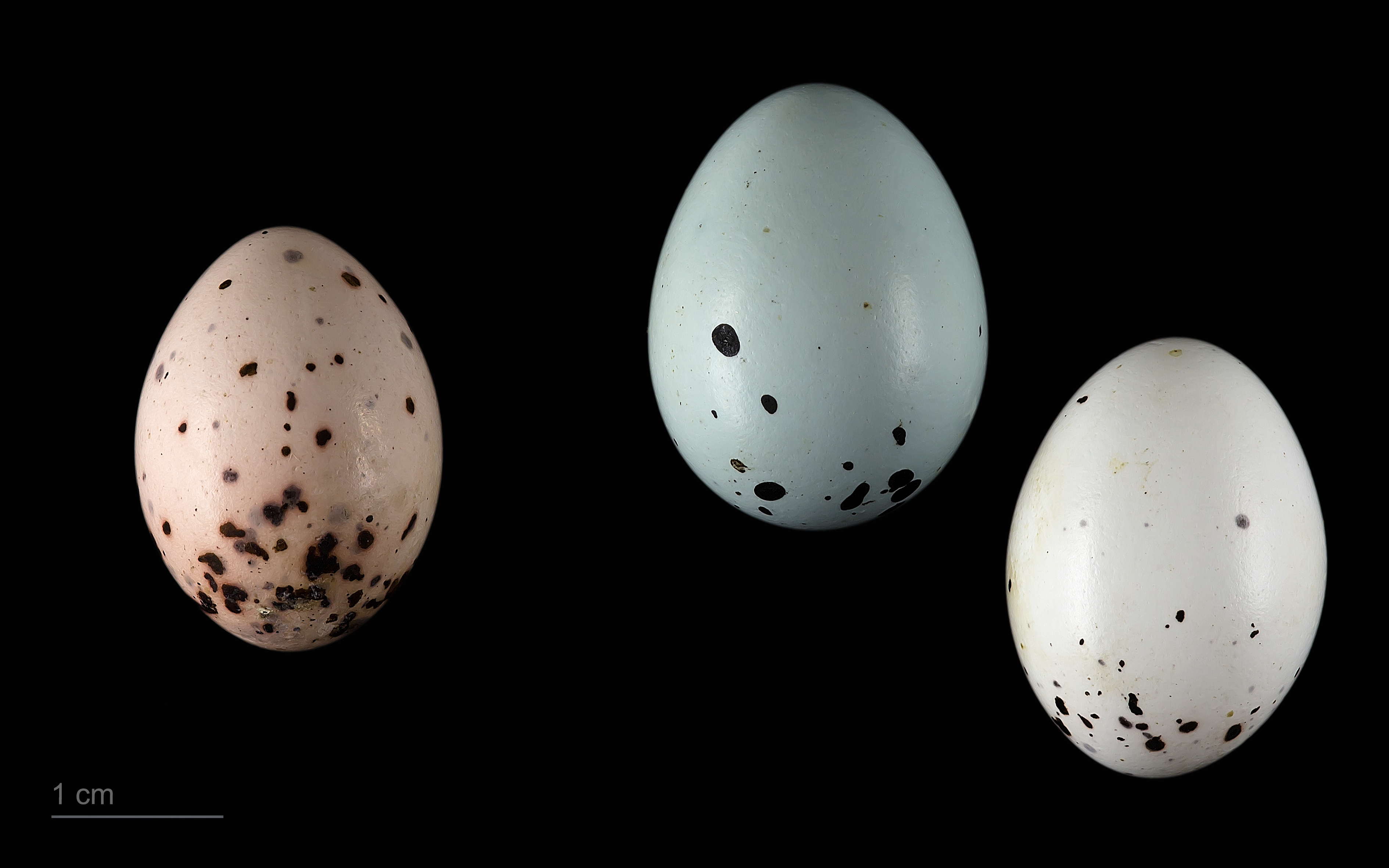
Яйцо Molothrus bonariensis с двумя яйцами Curaeus curaeus

## Биология
Гнездится в период с октября по декабрь. Гнездо большое, построено из растительных материалов, скреплённых грязью, обычно очень хорошо спрятано в нижней части зарослей. В кладке 4—5 (редко 3 или 6) яиц с голубоватыми оттенками и тонкими чёрными рисунками; средние размеры яиц 31 × 21 мм.

## Подвиды
Выделяют три подвида:
- C. c. curaeus (Molina, 1782)
- C. c. recurvirostris	 Markham, 1971
- C. c. reynoldsi (Sclater, 1939)